# Liste des planètes mineures non numérotées découvertes en novembre 2011
Pour un article plus général, voir Liste des planètes mineures non numérotées découvertes en 2011.
Pour un article plus général, voir Liste des planètes mineures.
Cet article dresse la liste des planètes mineures (astéroïdes, centaures, objets transneptuniens et assimilés) non numérotées découvertes en novembre 2011 dans l'ordre de leur découverte.
Au 15 janvier 2025, 661 077 des 1 434 993 planètes mineures répertoriées par le Centre des planètes mineures ne sont pas encore numérotées, soit 46,07 %.

## Rappel concernant la désignation provisoire
La désignation provisoire indique l'ordre de découverte de ces objets. En effet, cette désignation est composée de l'année de découverte (par exemple 2011) suivie de la quinzaine (demi-mois) de découverte (p.e. A = 1-15 janvier) puis de l'ordre de découverte dans cette quinzaine. Cet ordre est indiqué par une lettre et éventuellement un chiffre comme suit : A pour la première découverte, B pour la deuxième, ..., Z pour la 25e (le I n'est pas utilisé pour éviter la confusion avec 1), A1 pour la 26e, B1 pour la 27e, etc. , Z1 pour la 50e, A2 pour la 51e, B2 pour la 52e, etc. L'ordre de la numérotation ne suit donc pas l'ordre alphanumérique. 2011 AA1 suit ainsi 2011 AZ et précède 2011 AB1.

## Liste

### Du1erau 15 novembre
- 2011 VA
- 2011 VB
- 2011 VJ
- 2011 VR
- 2011 VU
- 2011 VW
- 2011 VK1
- 2011 VO1
- 2011 VR1
- 2011 VA2
- 2011 VC2
- 2011 VF2
- 2011 VG2
- 2011 VO2
- 2011 VT2
- 2011 VW2
- 2011 VE3
- 2011 VL3
- 2011 VM3
- 2011 VR3
- 2011 VU3
- 2011 VX3
- 2011 VA4
- 2011 VB4
- 2011 VJ4
- 2011 VL4
- 2011 VQ4
- 2011 VT4
- 2011 VZ4
- 2011 VE5
- 2011 VF5
- 2011 VH5
- 2011 VK5
- 2011 VO5
- 2011 VP5
- 2011 VR5
- 2011 VT5
- 2011 VU5
- 2011 VW5
- 2011 VX5
- 2011 VZ5
- 2011 VG6
- 2011 VR6
- 2011 VU6
- 2011 VD7
- 2011 VE7
- 2011 VJ7
- 2011 VM7
- 2011 VO7
- 2011 VP7
- 2011 VT7
- 2011 VV7
- 2011 VY7
- 2011 VF8
- 2011 VJ8
- 2011 VK8
- 2011 VF9
- 2011 VG9
- 2011 VM9
- 2011 VP9
- 2011 VS9
- 2011 VZ9
- 2011 VF10
- 2011 VK10
- 2011 VN10
- 2011 VO10
- 2011 VP10
- 2011 VQ10
- 2011 VA11
- 2011 VE11
- 2011 VL11
- 2011 VS11
- 2011 VT11
- 2011 VF12
- 2011 VG12
- 2011 VP12
- 2011 VQ12
- 2011 VW12
- 2011 VA13
- 2011 VF13
- 2011 VQ13
- 2011 VW13
- 2011 VX13
- 2011 VY13
- 2011 VA14
- 2011 VH14
- 2011 VO14
- 2011 VP14
- 2011 VV14
- 2011 VY14
- 2011 VZ14
- 2011 VJ15
- 2011 VP15
- 2011 VX15
- 2011 VY15
- 2011 VT16
- 2011 VV16
- 2011 VY16
- 2011 VC17
- 2011 VQ17
- 2011 VR17
- 2011 VB18
- 2011 VQ18
- 2011 VF19
- 2011 VJ19
- 2011 VN19
- 2011 VU19
- 2011 VF20
- 2011 VL20
- 2011 VN20
- 2011 VR20
- 2011 VT20
- 2011 VX20
- 2011 VY20
- 2011 VA21
- 2011 VJ21
- 2011 VK21
- 2011 VF22
- 2011 VG22
- 2011 VH22
- 2011 VS22
- 2011 VB24
- 2011 VX24
- 2011 VZ24
- 2011 VK25
- 2011 VO25
- 2011 VC26
- 2011 VP26
- 2011 VU26
- 2011 VV26
- 2011 VW26
- 2011 VX26
- 2011 VY26
- 2011 VZ26
- 2011 VA27
- 2011 VB27
- 2011 VC27
- 2011 VD27
- 2011 VF27
- 2011 VH27
- 2011 VJ27
- 2011 VK27
- 2011 VM27
- 2011 VN27
- 2011 VP27
- 2011 VU27
- 2011 VV27
- 2011 VE28
- 2011 VF28
- 2011 VJ28
- 2011 VK28
- 2011 VL28
- 2011 VO28
- 2011 VQ28
- 2011 VR28
- 2011 VS28
- 2011 VT28
- 2011 VU28
- 2011 VV28
- 2011 VW28
- 2011 VX28
- 2011 VY28
- 2011 VA29
- 2011 VB29
- 2011 VJ29
- 2011 VL29
- 2011 VQ29
- 2011 VT29
- 2011 VB30
- 2011 VF30
- 2011 VJ30
- 2011 VK30
- 2011 VL30
- 2011 VM30
- 2011 VT30
- 2011 VW30
- 2011 VX30
- 2011 VC31
- 2011 VD31
- 2011 VE31
- 2011 VF31
- 2011 VG31
- 2011 VH31
- 2011 VJ31
- 2011 VL31
- 2011 VM31
- 2011 VO31
- 2011 VP31
- 2011 VQ31
- 2011 VR31
- 2011 VS31
- 2011 VT31
- 2011 VU31
- 2011 VV31
- 2011 VW31
- 2011 VX31
- 2011 VY31
- 2011 VZ31
- 2011 VA32
- 2011 VD32
- 2011 VG32
- 2011 VH32
- 2011 VM32
- 2011 VO32
- 2011 VW32
- 2011 VX32
- 2011 VY32
- 2011 VZ32
- 2011 VD33
- 2011 VE33
- 2011 VF33
- 2011 VG33
- 2011 VJ33
- 2011 VL33
- 2011 VM33
- 2011 VQ33
- 2011 VS33
- 2011 VT33
- 2011 VV33
- 2011 VW33
- 2011 VX33
- 2011 VY33
- 2011 VZ33
- 2011 VH34
- 2011 VK34
- 2011 VL34
- 2011 VM34
- 2011 VN34
- 2011 VP34
- 2011 VS34
- 2011 VT34
- 2011 VV34
- 2011 VW34
- 2011 VX34
- 2011 VB35
- 2011 VC35
- 2011 VD35
- 2011 VF35
- 2011 VG35
- 2011 VJ35
- 2011 VK35
- 2011 VL35
- 2011 VM35
- 2011 VO35
- 2011 VS35
- 2011 VT35
- 2011 VU35
- 2011 VV35
- 2011 VW35
- 2011 VX35
- 2011 VZ35
- 2011 VB36
- 2011 VC36
- 2011 VE36
- 2011 VG36
- 2011 VH36
- 2011 VJ36
- 2011 VK36
- 2011 VL36
- 2011 VM36
- 2011 VN36
- 2011 VO36
- 2011 VP36
- 2011 VQ36
- 2011 VR36
- 2011 VT36
- 2011 VU36
- 2011 VV36
- 2011 VW36
- 2011 VX36
- 2011 VZ36
- 2011 VA37
- 2011 VC37
- 2011 VD37
- 2011 VE37
- 2011 VH37
- 2011 VK37
- 2011 VM37
- 2011 VN37
- 2011 VO37
- 2011 VP37
- 2011 VQ37
- 2011 VR37
- 2011 VS37
- 2011 VU37
- 2011 VV37
- 2011 VW37
- 2011 VZ37
- 2011 VA38
- 2011 VB38
- 2011 VC38
- 2011 VD38
- 2011 VE38
- 2011 VF38
- 2011 VG38
- 2011 VH38
- 2011 VJ38
- 2011 VK38
- 2011 VL38
- 2011 VM38
- 2011 VN38
- 2011 VO38
- 2011 VP38
- 2011 VQ38
- 2011 VR38
- 2011 VS38
- 2011 VT38
- 2011 VU38

### Du 16 au 30 novembre
- 2011 WA
- 2011 WB
- 2011 WC
- 2011 WD
- 2011 WE
- 2011 WN
- 2011 WQ
- 2011 WU
- 2011 WW
- 2011 WX
- 2011 WU1
- 2011 WX1
- 2011 WB2
- 2011 WK2
- 2011 WN2
- 2011 WO2
- 2011 WP2
- 2011 WQ2
- 2011 WR2
- 2011 WU2
- 2011 WV2
- 2011 WG3
- 2011 WL3
- 2011 WP3
- 2011 WR3
- 2011 WZ3
- 2011 WN4
- 2011 WP4
- 2011 WQ4
- 2011 WU4
- 2011 WV4
- 2011 WH5
- 2011 WK5
- 2011 WN5
- 2011 WY5
- 2011 WB6
- 2011 WJ6
- 2011 WL6
- 2011 WP6
- 2011 WS6
- 2011 WU6
- 2011 WW6
- 2011 WA7
- 2011 WD7
- 2011 WE7
- 2011 WG7
- 2011 WH7
- 2011 WK7
- 2011 WM7
- 2011 WO7
- 2011 WR7
- 2011 WT7
- 2011 WW7
- 2011 WA8
- 2011 WF9
- 2011 WJ9
- 2011 WL9
- 2011 WP9
- 2011 WV9
- 2011 WX9
- 2011 WY9
- 2011 WR10
- 2011 WU10
- 2011 WY10
- 2011 WB11
- 2011 WL11
- 2011 WO11
- 2011 WP11
- 2011 WS11
- 2011 WU11
- 2011 WV11
- 2011 WZ11
- 2011 WB12
- 2011 WE12
- 2011 WG12
- 2011 WM12
- 2011 WS12
- 2011 WT12
- 2011 WV12
- 2011 WX12
- 2011 WD13
- 2011 WF13
- 2011 WO13
- 2011 WS13
- 2011 WK14
- 2011 WH15
- 2011 WJ15
- 2011 WK15
- 2011 WO15
- 2011 WW15
- 2011 WY16
- 2011 WA17
- 2011 WO17
- 2011 WP17
- 2011 WR17
- 2011 WE18
- 2011 WM18
- 2011 WS18
- 2011 WC19
- 2011 WR19
- 2011 WV19
- 2011 WD20
- 2011 WK20
- 2011 WN20
- 2011 WO20
- 2011 WQ20
- 2011 WC21
- 2011 WF21
- 2011 WG21
- 2011 WQ21
- 2011 WR21
- 2011 WS21
- 2011 WV21
- 2011 WA22
- 2011 WC22
- 2011 WD22
- 2011 WG22
- 2011 WK22
- 2011 WL22
- 2011 WN22
- 2011 WQ22
- 2011 WA23
- 2011 WB23
- 2011 WC23
- 2011 WM23
- 2011 WP23
- 2011 WY23
- 2011 WJ24
- 2011 WR24
- 2011 WA25
- 2011 WE25
- 2011 WH25
- 2011 WM25
- 2011 WO25
- 2011 WS25
- 2011 WV25
- 2011 WW25
- 2011 WY25
- 2011 WZ25
- 2011 WA26
- 2011 WF26
- 2011 WL26
- 2011 WN26
- 2011 WH27
- 2011 WM27
- 2011 WW27
- 2011 WZ27
- 2011 WA28
- 2011 WC28
- 2011 WF28
- 2011 WR28
- 2011 WS28
- 2011 WZ28
- 2011 WH29
- 2011 WR29
- 2011 WG30
- 2011 WO30
- 2011 WU30
- 2011 WH31
- 2011 WP31
- 2011 WR31
- 2011 WS31
- 2011 WT31
- 2011 WV31
- 2011 WX31
- 2011 WB32
- 2011 WE32
- 2011 WF32
- 2011 WQ32
- 2011 WS32
- 2011 WA33
- 2011 WF33
- 2011 WV33
- 2011 WW33
- 2011 WB34
- 2011 WG34
- 2011 WK34
- 2011 WQ34
- 2011 WS34
- 2011 WV34
- 2011 WX34
- 2011 WA35
- 2011 WF35
- 2011 WY35
- 2011 WE36
- 2011 WJ36
- 2011 WM36
- 2011 WR36
- 2011 WV36
- 2011 WX36
- 2011 WA37
- 2011 WC37
- 2011 WE37
- 2011 WL37
- 2011 WA38
- 2011 WE38
- 2011 WF38
- 2011 WJ38
- 2011 WL38
- 2011 WB39
- 2011 WC39
- 2011 WD39
- 2011 WE39
- 2011 WN39
- 2011 WQ39
- 2011 WA40
- 2011 WE40
- 2011 WK40
- 2011 WL40
- 2011 WN40
- 2011 WP40
- 2011 WQ40
- 2011 WZ40
- 2011 WG41
- 2011 WH41
- 2011 WL41
- 2011 WN41
- 2011 WP41
- 2011 WQ41
- 2011 WR41
- 2011 WS41
- 2011 WF42
- 2011 WH42
- 2011 WN42
- 2011 WV42
- 2011 WL43
- 2011 WC44
- 2011 WD44
- 2011 WE44
- 2011 WF44
- 2011 WG44
- 2011 WP44
- 2011 WQ44
- 2011 WR44
- 2011 WW44
- 2011 WY44
- 2011 WN45
- 2011 WO45
- 2011 WS45
- 2011 WT45
- 2011 WW45
- 2011 WA46
- 2011 WB46
- 2011 WC46
- 2011 WL46
- 2011 WM46
- 2011 WN46
- 2011 WO46
- 2011 WP46
- 2011 WQ46
- 2011 WR46
- 2011 WS46
- 2011 WT46
- 2011 WV46
- 2011 WN47
- 2011 WT47
- 2011 WY47
- 2011 WD48
- 2011 WG48
- 2011 WR48
- 2011 WT48
- 2011 WC49
- 2011 WE49
- 2011 WM50
- 2011 WT50
- 2011 WV50
- 2011 WE51
- 2011 WF51
- 2011 WG51
- 2011 WH51
- 2011 WK51
- 2011 WV51
- 2011 WY51
- 2011 WZ51
- 2011 WA52
- 2011 WD52
- 2011 WF52
- 2011 WG52
- 2011 WY52
- 2011 WZ52
- 2011 WC53
- 2011 WE53
- 2011 WF53
- 2011 WK53
- 2011 WX53
- 2011 WG54
- 2011 WL54
- 2011 WT54
- 2011 WK55
- 2011 WA56
- 2011 WE56
- 2011 WH56
- 2011 WP56
- 2011 WQ56
- 2011 WS56
- 2011 WU56
- 2011 WB57
- 2011 WF57
- 2011 WP57
- 2011 WA58
- 2011 WC58
- 2011 WG58
- 2011 WT58
- 2011 WB59
- 2011 WD59
- 2011 WF59
- 2011 WO59
- 2011 WP59
- 2011 WS59
- 2011 WV59
- 2011 WW59
- 2011 WX59
- 2011 WY59
- 2011 WC60
- 2011 WR60
- 2011 WS60
- 2011 WL61
- 2011 WM61
- 2011 WQ61
- 2011 WX61
- 2011 WY61
- 2011 WJ62
- 2011 WK62
- 2011 WM62
- 2011 WN62
- 2011 WT63
- 2011 WX63
- 2011 WD64
- 2011 WN64
- 2011 WO64
- 2011 WJ65
- 2011 WU65
- 2011 WF66
- 2011 WE67
- 2011 WK67
- 2011 WO67
- 2011 WP67
- 2011 WZ67
- 2011 WN68
- 2011 WO68
- 2011 WP68
- 2011 WE69
- 2011 WF69
- 2011 WK69
- 2011 WL69
- 2011 WM69
- 2011 WN69
- 2011 WP69
- 2011 WR69
- 2011 WA70
- 2011 WB70
- 2011 WO71
- 2011 WR71
- 2011 WV71
- 2011 WA72
- 2011 WK72
- 2011 WL73
- 2011 WM73
- 2011 WA74
- 2011 WB74
- 2011 WK74
- 2011 WL74
- 2011 WR74
- 2011 WS74
- 2011 WU74
- 2011 WV74
- 2011 WA75
- 2011 WC75
- 2011 WE75
- 2011 WG75
- 2011 WJ75
- 2011 WL75
- 2011 WM75
- 2011 WO75
- 2011 WT75
- 2011 WW75
- 2011 WX75
- 2011 WA76
- 2011 WB76
- 2011 WK76
- 2011 WP76
- 2011 WQ76
- 2011 WR76
- 2011 WV76
- 2011 WZ76
- 2011 WD77
- 2011 WH77
- 2011 WL77
- 2011 WN77
- 2011 WO77
- 2011 WQ77
- 2011 WR77
- 2011 WW77
- 2011 WG78
- 2011 WJ78
- 2011 WY78
- 2011 WB79
- 2011 WC79
- 2011 WQ79
- 2011 WS79
- 2011 WY79
- 2011 WL80
- 2011 WN80
- 2011 WO80
- 2011 WP80
- 2011 WQ80
- 2011 WT80
- 2011 WW80
- 2011 WC81
- 2011 WG81
- 2011 WH81
- 2011 WL81
- 2011 WS81
- 2011 WU81
- 2011 WW81
- 2011 WZ81
- 2011 WE82
- 2011 WF82
- 2011 WL82
- 2011 WM82
- 2011 WN82
- 2011 WO82
- 2011 WP82
- 2011 WQ82
- 2011 WS82
- 2011 WF83
- 2011 WG83
- 2011 WK83
- 2011 WL83
- 2011 WN83
- 2011 WP83
- 2011 WX83
- 2011 WY83
- 2011 WZ83
- 2011 WA84
- 2011 WD84
- 2011 WN84
- 2011 WY84
- 2011 WL85
- 2011 WV85
- 2011 WB86
- 2011 WD86
- 2011 WE86
- 2011 WF86
- 2011 WG86
- 2011 WQ86
- 2011 WT86
- 2011 WY86
- 2011 WZ86
- 2011 WB87
- 2011 WD87
- 2011 WG87
- 2011 WL87
- 2011 WP87
- 2011 WD88
- 2011 WG88
- 2011 WP88
- 2011 WD89
- 2011 WJ89
- 2011 WN89
- 2011 WP89
- 2011 WY89
- 2011 WE90
- 2011 WU91
- 2011 WD92
- 2011 WF92
- 2011 WG92
- 2011 WR92
- 2011 WS92
- 2011 WT92
- 2011 WF93
- 2011 WK93
- 2011 WN93
- 2011 WQ93
- 2011 WT93
- 2011 WV93
- 2011 WY93
- 2011 WA94
- 2011 WB94
- 2011 WD94
- 2011 WG94
- 2011 WJ94
- 2011 WP94
- 2011 WS94
- 2011 WV94
- 2011 WW94
- 2011 WD95
- 2011 WH95
- 2011 WO95
- 2011 WP95
- 2011 WR95
- 2011 WS95
- 2011 WV95
- 2011 WW95
- 2011 WX95
- 2011 WZ95
- 2011 WA96
- 2011 WB96
- 2011 WF96
- 2011 WG96
- 2011 WO96
- 2011 WP96
- 2011 WX96
- 2011 WH97
- 2011 WK97
- 2011 WQ97
- 2011 WU97
- 2011 WW97
- 2011 WL98
- 2011 WP98
- 2011 WD99
- 2011 WJ99
- 2011 WA100
- 2011 WL100
- 2011 WW100
- 2011 WB101
- 2011 WE101
- 2011 WG101
- 2011 WO101
- 2011 WR101
- 2011 WW101
- 2011 WZ101
- 2011 WJ102
- 2011 WF103
- 2011 WK103
- 2011 WL103
- 2011 WQ103
- 2011 WW103
- 2011 WX103
- 2011 WB104
- 2011 WC104
- 2011 WH104
- 2011 WQ104
- 2011 WS104
- 2011 WU104
- 2011 WV104
- 2011 WG105
- 2011 WJ105
- 2011 WA106
- 2011 WD106
- 2011 WF106
- 2011 WP106
- 2011 WU106
- 2011 WV106
- 2011 WC107
- 2011 WG107
- 2011 WN107
- 2011 WQ107
- 2011 WA108
- 2011 WF108
- 2011 WR108
- 2011 WU108
- 2011 WW108
- 2011 WQ109
- 2011 WV109
- 2011 WB110
- 2011 WF110
- 2011 WM110
- 2011 WV110
- 2011 WB111
- 2011 WC111
- 2011 WH111
- 2011 WK111
- 2011 WM111
- 2011 WP111
- 2011 WT111
- 2011 WV111
- 2011 WA112
- 2011 WO112
- 2011 WF113
- 2011 WH113
- 2011 WJ113
- 2011 WL113
- 2011 WU114
- 2011 WS115
- 2011 WX115
- 2011 WJ116
- 2011 WT116
- 2011 WU116
- 2011 WO117
- 2011 WP117
- 2011 WR117
- 2011 WY117
- 2011 WR118
- 2011 WA119
- 2011 WF119
- 2011 WL119
- 2011 WV119
- 2011 WH120
- 2011 WJ120
- 2011 WP121
- 2011 WQ121
- 2011 WW121
- 2011 WZ121
- 2011 WE122
- 2011 WK122
- 2011 WN122
- 2011 WR122
- 2011 WC123
- 2011 WF123
- 2011 WZ123
- 2011 WE124
- 2011 WG124
- 2011 WK124
- 2011 WE125
- 2011 WJ125
- 2011 WP125
- 2011 WR125
- 2011 WS125
- 2011 WW125
- 2011 WA126
- 2011 WM126
- 2011 WS126
- 2011 WK127
- 2011 WL127
- 2011 WQ127
- 2011 WP128
- 2011 WT128
- 2011 WO129
- 2011 WR129
- 2011 WC130
- 2011 WG130
- 2011 WJ130
- 2011 WD131
- 2011 WE131
- 2011 WO131
- 2011 WR131
- 2011 WT131
- 2011 WC132
- 2011 WH132
- 2011 WK132
- 2011 WN132
- 2011 WY132
- 2011 WZ132
- 2011 WA133
- 2011 WS133
- 2011 WX133
- 2011 WY135
- 2011 WJ136
- 2011 WV136
- 2011 WC137
- 2011 WF137
- 2011 WG138
- 2011 WP138
- 2011 WW138
- 2011 WX138
- 2011 WY138
- 2011 WD139
- 2011 WQ139
- 2011 WT139
- 2011 WE140
- 2011 WD141
- 2011 WM141
- 2011 WN141
- 2011 WT141
- 2011 WX141
- 2011 WF142
- 2011 WL142
- 2011 WW142
- 2011 WE143
- 2011 WH143
- 2011 WL143
- 2011 WU143
- 2011 WB144
- 2011 WD144
- 2011 WF144
- 2011 WL144
- 2011 WQ145
- 2011 WW145
- 2011 WZ145
- 2011 WK146
- 2011 WL146
- 2011 WZ146
- 2011 WC147
- 2011 WH147
- 2011 WL147
- 2011 WA148
- 2011 WC148
- 2011 WL148
- 2011 WN148
- 2011 WQ148
- 2011 WC149
- 2011 WG149
- 2011 WS149
- 2011 WQ150
- 2011 WT150
- 2011 WT151
- 2011 WU151
- 2011 WA152
- 2011 WD152
- 2011 WJ152
- 2011 WM152
- 2011 WW152
- 2011 WK153
- 2011 WF154
- 2011 WQ155
- 2011 WB156
- 2011 WQ158
- 2011 WS158
- 2011 WU158
- 2011 WX158
- 2011 WZ158
- 2011 WV160
- 2011 WW160
- 2011 WB161
- 2011 WD161
- 2011 WF161
- 2011 WK161
- 2011 WO161
- 2011 WQ161
- 2011 WS161
- 2011 WW161
- 2011 WB162
- 2011 WK162
- 2011 WL162
- 2011 WU162
- 2011 WY162
- 2011 WB163
- 2011 WE163
- 2011 WF163
- 2011 WJ163
- 2011 WL163
- 2011 WM163
- 2011 WN163
- 2011 WT163
- 2011 WV163
- 2011 WZ163
- 2011 WB164
- 2011 WC164
- 2011 WD164
- 2011 WE164
- 2011 WH164
- 2011 WJ164
- 2011 WK164
- 2011 WO164
- 2011 WP164
- 2011 WQ164
- 2011 WS164
- 2011 WW164
- 2011 WX164
- 2011 WZ164
- 2011 WA165
- 2011 WJ165
- 2011 WK165
- 2011 WL165
- 2011 WO165
- 2011 WP165
- 2011 WQ165
- 2011 WS165
- 2011 WT165
- 2011 WV165
- 2011 WY165
- 2011 WZ165
- 2011 WA166
- 2011 WB166
- 2011 WC166
- 2011 WD166
- 2011 WE166
- 2011 WF166
- 2011 WT166
- 2011 WX166
- 2011 WB167
- 2011 WD167
- 2011 WH167
- 2011 WJ167
- 2011 WL167
- 2011 WQ167
- 2011 WR167
- 2011 WT167
- 2011 WU167
- 2011 WE168
- 2011 WG168
- 2011 WJ168
- 2011 WK168
- 2011 WO168
- 2011 WP168
- 2011 WU168
- 2011 WY168
- 2011 WZ168
- 2011 WA169
- 2011 WD169
- 2011 WE169
- 2011 WF169
- 2011 WH169
- 2011 WK169
- 2011 WM169
- 2011 WN169
- 2011 WP169
- 2011 WQ169
- 2011 WS169
- 2011 WU169
- 2011 WV169
- 2011 WZ169
- 2011 WC170
- 2011 WE170
- 2011 WF170
- 2011 WG170
- 2011 WH170
- 2011 WJ170
- 2011 WK170
- 2011 WL170
- 2011 WQ170
- 2011 WS170
- 2011 WT170
- 2011 WU170
- 2011 WX170
- 2011 WC171
- 2011 WD171
- 2011 WE171
- 2011 WH171
- 2011 WK171
- 2011 WL171
- 2011 WN171
- 2011 WO171
- 2011 WP171
- 2011 WQ171
- 2011 WR171
- 2011 WZ171
- 2011 WA172
- 2011 WB172
- 2011 WD172
- 2011 WE172
- 2011 WF172
- 2011 WJ172
- 2011 WK172
- 2011 WZ172
- 2011 WB173
- 2011 WC173
- 2011 WE173
- 2011 WK173
- 2011 WO173
- 2011 WP173
- 2011 WR173
- 2011 WT173
- 2011 WU173
- 2011 WV173
- 2011 WY173
- 2011 WA174
- 2011 WB174
- 2011 WJ174
- 2011 WK174
- 2011 WL174
- 2011 WU174
- 2011 WV174
- 2011 WW174
- 2011 WX174
- 2011 WB175
- 2011 WC175
- 2011 WE175
- 2011 WF175
- 2011 WH175
- 2011 WL175
- 2011 WM175
- 2011 WP175
- 2011 WQ175
- 2011 WR175
- 2011 WY175
- 2011 WZ175
- 2011 WA176
- 2011 WB176
- 2011 WF176
- 2011 WG176
- 2011 WH176
- 2011 WJ176
- 2011 WK176
- 2011 WL176
- 2011 WU176
- 2011 WV176
- 2011 WW176
- 2011 WX176
- 2011 WA177
- 2011 WE177
- 2011 WH177
- 2011 WJ177
- 2011 WK177
- 2011 WL177
- 2011 WP177
- 2011 WR177
- 2011 WS177
- 2011 WV177
- 2011 WX177
- 2011 WY177
- 2011 WC178
- 2011 WD178
- 2011 WE178
- 2011 WF178
- 2011 WG178
- 2011 WH178
- 2011 WJ178
- 2011 WN178
- 2011 WO178
- 2011 WR178
- 2011 WW178
- 2011 WX178
- 2011 WY178
- 2011 WZ178
- 2011 WC179
- 2011 WE179
- 2011 WJ179
- 2011 WK179
- 2011 WL179
- 2011 WO179
- 2011 WP179
- 2011 WQ179
- 2011 WS179
- 2011 WT179
- 2011 WV179
- 2011 WW179
- 2011 WX179
- 2011 WB180
- 2011 WD180
- 2011 WE180
- 2011 WG180
- 2011 WQ180
- 2011 WS180
- 2011 WX180
- 2011 WY180
- 2011 WZ180
- 2011 WA181
- 2011 WB181
- 2011 WC181
- 2011 WE181
- 2011 WF181
- 2011 WH181
- 2011 WJ181
- 2011 WL181
- 2011 WM181
- 2011 WP181
- 2011 WX181
- 2011 WA182
- 2011 WB182
- 2011 WD182
- 2011 WA183
- 2011 WD183
- 2011 WG183
- 2011 WH183
- 2011 WJ183
- 2011 WK183
- 2011 WM183
- 2011 WO183
- 2011 WQ183
- 2011 WR183
- 2011 WS183
- 2011 WU183
- 2011 WV183
- 2011 WX183
- 2011 WY183
- 2011 WA184
- 2011 WB184
- 2011 WE184
- 2011 WJ184
- 2011 WK184
- 2011 WL184
- 2011 WM184
- 2011 WN184
- 2011 WO184
- 2011 WP184
- 2011 WQ184
- 2011 WR184
- 2011 WU184
- 2011 WW184
- 2011 WX184
- 2011 WY184
- 2011 WZ184
- 2011 WA185
- 2011 WC185
- 2011 WD185
- 2011 WF185
- 2011 WG185
- 2011 WH185
- 2011 WJ185
- 2011 WK185
- 2011 WN185
- 2011 WO185
- 2011 WQ185
- 2011 WR185
- 2011 WS185
- 2011 WU185
- 2011 WW185
- 2011 WX185
- 2011 WY185
- 2011 WZ185
- 2011 WF186
- 2011 WG186
- 2011 WJ186
- 2011 WK186
- 2011 WL186
- 2011 WM186
- 2011 WO186
- 2011 WP186
- 2011 WQ186
- 2011 WR186
- 2011 WS186
- 2011 WT186
- 2011 WU186
- 2011 WV186
- 2011 WW186
- 2011 WX186
- 2011 WY186
- 2011 WA187
- 2011 WB187
- 2011 WC187
- 2011 WD187
- 2011 WE187
- 2011 WF187
- 2011 WG187
- 2011 WH187
- 2011 WJ187
- 2011 WK187
- 2011 WL187
- 2011 WM187
- 2011 WO187
- 2011 WP187
- 2011 WS187
- 2011 WT187
- 2011 WU187
- 2011 WV187
- 2011 WW187
- 2011 WX187
- 2011 WY187
- 2011 WZ187
- 2011 WA188
- 2011 WB188
- 2011 WC188
- 2011 WD188
- 2011 WE188
- 2011 WG188
- 2011 WH188
- 2011 WJ188
- 2011 WK188
- 2011 WL188
- 2011 WM188
- 2011 WN188
- 2011 WP188
- 2011 WQ188
- 2011 WR188
- 2011 WS188
- 2011 WT188
- 2011 WU188
- 2011 WV188
- 2011 WW188
- 2011 WX188
- 2011 WY188
- 2011 WZ188
- 2011 WB189
- 2011 WC189
- 2011 WD189
- 2011 WF189
- 2011 WG189
- 2011 WH189
- 2011 WJ189
- 2011 WK189
- 2011 WL189
- 2011 WM189
- 2011 WO189
- 2011 WQ189
- 2011 WR189
- 2011 WS189
- 2011 WT189
- 2011 WU189
- 2011 WV189
- 2011 WW189
- 2011 WX189
- 2011 WY189
- 2011 WZ189
- 2011 WA190
- 2011 WB190
- 2011 WC190
- 2011 WD190
- 2011 WE190
- 2011 WF190
- 2011 WG190
- 2011 WJ190
- 2011 WK190
- 2011 WL190
- 2011 WM190
- 2011 WN190
- 2011 WO190
- 2011 WP190
- 2011 WQ190